# Бернабе де Чаваррі
Бернабе де Чаваррі (ісп. Bernabé de Chávarri, 1 лютого 1904 — ) — іспанський хокеїст на траві. Грав за клуб «Атлетіко» з Мадрида. Увійшов до складу збірної Іспанії на літніх Олімпійських іграх 1928 в Амстердамі, де вона поділила 7-8-ме місця. Грав у полі, зіграв 3 матчі і забив 1 гол у ворота збірної Франції.